# صورة الأشعة السينية المكثفة

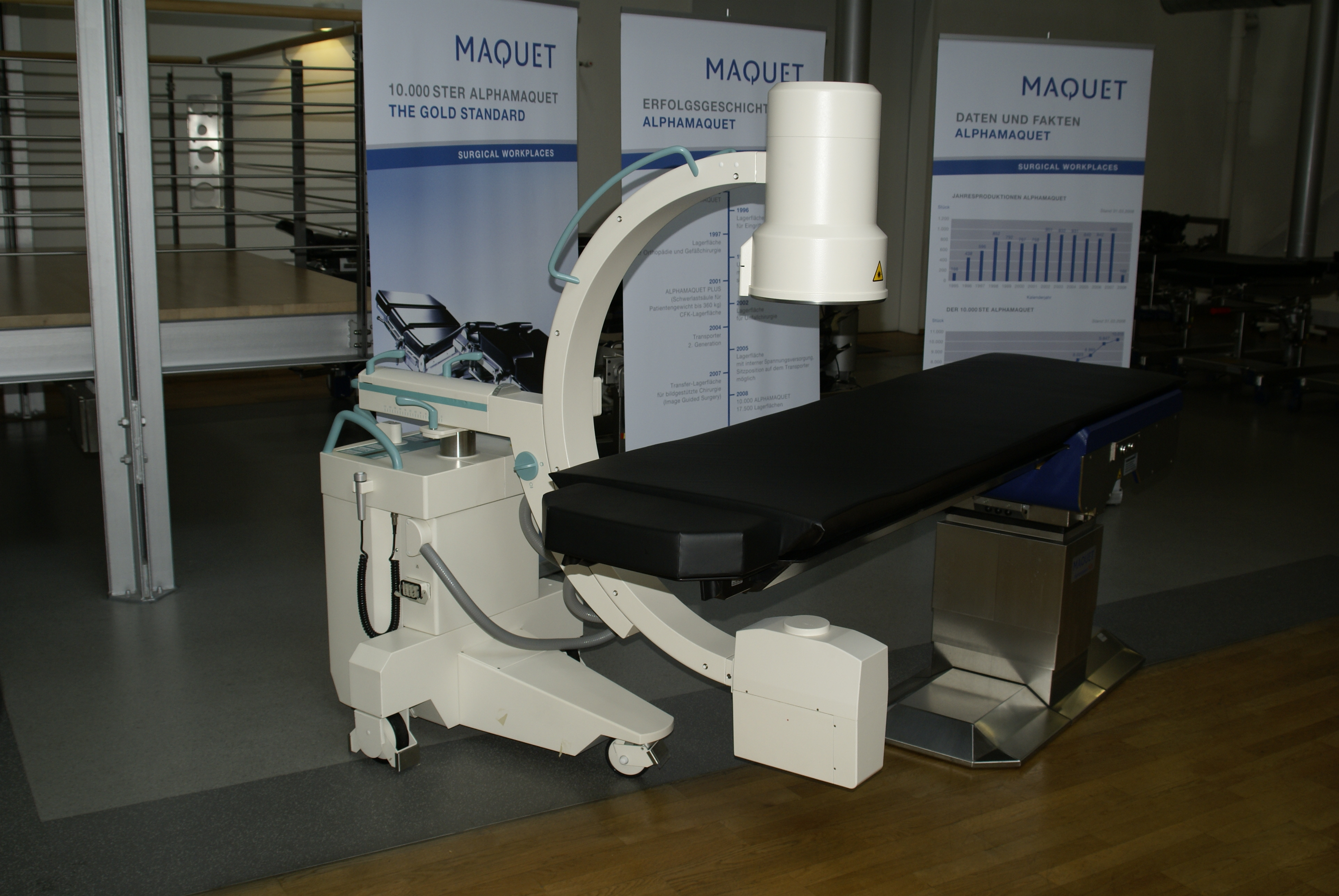
جهاز الأشعة السينية المكثفة

صورة الأشعة السينية المكثفة (XRII)، والتي تشير أحيانا إلى (C-ARM) أو التصوير الفلوري في الأوساط الطبية بأنه قطعة شديدة التعقيد، والتي تستخدم الأشعة السينية وتنتج تغذية حية للصورة تظهر على شاشة التلفاز.
مدى مكثف الأشعة يشير إلى مكون خاص في الآلة، والذي يسمح للكثافة القليلة من الأشعة السينية أن يتكون من مصدر للأشعة السينية، نافذة إدخال، مدخل الفوسفور، كاثود الفوتونات، الإلكترونات البصرية، الفجوات، الفوسفور المخرج، ونافذة الإخراج.إنها تسمح بخفض جرعات الأشعة للمريض من خلال تضخيم كثافتها المنتجة عند الإخراج وتمكن المشاهد من سهولة رؤية بنية الكائن الذي يتم تصويره وقدمها فيليبس قي عام 1955.